# Heyuannia
Genre
Espèce
Espèce
Heyuannia est un  genre éteint de petits dinosaures de la famille des oviraptoridés, groupe de théropodes à plumes, qui vivait à la fin du Crétacé supérieur en Chine du sud. Il fut le premier oviraptoridé découvert dans ce pays. Depuis la plupart des oviraptoridés ont été découverts aussi bien Chine qu'en Mongolie.
L'espèce type, Heyuannia huangi, fut découverte et décrite par Lü Junchang en 2002.

## Étymologie
Son nom se réfère à la ville de Heyuan et honore Huang Dong, directeur du musée d'Heyuan.

## Datation
L'holotype « HYMV1-1 » fut découvert dans la province chinoise de Guangdong dans la carrière de Huangsha, dans la formation de Dalangshan qui est généralement considérée d'âge Maastrichtien, soit il y a entre 72,2 ± 0,2 et 66,0 Ma (millions d'années).

## Description

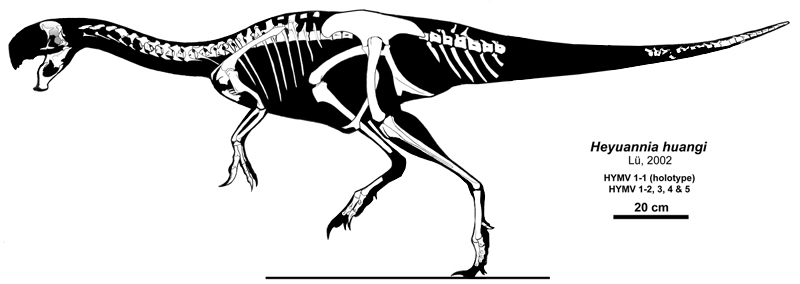
Reconstitution de Heyuannia huangi avec, en blanc, les os retrouvés.

Il comportait un squelette partiel, incluant un crâne. Six autres squelettes furent découverts en tant que paratypes. Beaucoup d'autres fossiles furent mis au jour, incluant un spécimen contenant de traces de possibles organes reproducteurs. De plus, plusieurs milliers d’œufs furent découverts sur le site, dont ceux d'un théropode, possiblement Heyuannia.
Heyuannia est un oviraptoridé de taille moyenne. Gregory S. Paul estimait sa taille à 1,5 mètre et son poids à 20 kg. Son crâne sans dents est relativement petit avec un museau escarpé. Il possède de courts bras et doigts. Ses premiers doigts étaient réduits. Selon Lü, la morphologie de l'épaule d'Heyuannia renforce l'hypothèse que les oviraptoridés étaient des oiseaux ne pouvant pas voler.

## Classification
Heyuannia fut assigné aux oviraptoridés par Lü en 2002. Sa position taxonomique au sein de cette famille est controversée. Des analyses ont proposé par la suite de le placer soit dans la sous-famille des Oviraptorinae, soit dans celle des Ingeniinae.
Cette subdivision en deux sous-familles des oviraptoridés est remise en question par les analyses phylogéniques réalisées en 2014 et 2016, respectivement par M. C. Lamanna et ses collègues, et par Lü Junchang et ses collègues. Ces deux analyses s'accordent également pour considérer Heyuannia comme le plus évolué des oviraptoridés, en groupe frère avec Ajancingenia yanshini (ex Ingenia yanshini). Renommé Heyuannia yanshini en 2019 et 2020,,.
Deux espèces sont actuellement reconnues :
- Heyuannia huangi Lü 2003
- Heyuannia yanshini Barsbold 1981